# Bjurholms socken
Bjurholms socken ligger i Ångermanland med en mindre del i Västerbotten, utgör sedan 1983 Bjurholms kommun och från 2016 också Bjurholms distrikt.
Socknens areal är 1 323,41 kvadratkilometer land. År 2000 fanns här 2 716 invånare. Tätorten och kyrkbyn Bjurholm med sockenkyrkan Bjurholms kyrka ligger i socknen. 

## Administrativ historik
Bjurholms socken bildades 17 augusti 1808 genom utbrytning ur Nordmalings socken. 21 maj 1810 övergick länstillhörigheten från Västernorrlands län till nuvarande Västerbottens län. 
Vid kommunreformen 1862 övergick socknens ansvar för de kyrkliga frågorna till Bjurholms församling och för de borgerliga frågorna bildades Bjurholms landskommun. Landskommunen ombildades 1971 till Bjurholms kommun. Den uppgick 1974 i Vännäs kommun men bröts 1983 ut till en egen kommun igen.
1 januari 2016 inrättades distriktet Bjurholm, med samma omfattning som församlingen hade 1999/2000.
Socknen har tillhört fögderier, tingslag och domsagor enligt vad som beskrivs i artikeln Ångermanland.  De indelta båtsmännen tillhörde Andra Norrlands andradels båtsmanskompani.

## Geografi
Bjurholms socken ligger vid Öreälven och Lögdeälven. Socknen är vid älvdalarna är odlingsbygd och är i övrigt en kuperad, sjörik skogsbygd med höjder som i Ångermanbalen når 488 meter över havet.

## Fornlämningar
Från stenåldern är omkring 15 boplatser kända. Närmare 300 fångstgropar har påträffats.

## Namnet
Namnet kommer från kyrkbyn, anlagd i mitten av 1700-talet. Förleden är bjur, 'bäver' och efterleden holme syftar på en holme i Öreälven.

## Befolkningsutveckling
| Befolkningsutvecklingen i Bjurholms socken 1810–1990                                                     | Befolkningsutvecklingen i Bjurholms socken 1810–1990 | Befolkningsutvecklingen i Bjurholms socken 1810–1990 | Befolkningsutvecklingen i Bjurholms socken 1810–1990 | Befolkningsutvecklingen i Bjurholms socken 1810–1990 |
| --- | ---------------------------------------------------- | ---------------------------------------------------- | ---------------------------------------------------- | ---------------------------------------------------- |
| |                                                      |                                                      |                                                      |                                                      |
| År |                                                      |                                                      | Folkmängd                                            |                                                      |
| 1810 | 1810                                                 |                                                      | 368                                                  |                                                      |
| 1820 | 1820                                                 |                                                      | 745                                                  |                                                      |
| 1830 | 1830                                                 |                                                      | 1 108                                                |                                                      |
| 1840 | 1840                                                 |                                                      | 1 334                                                |                                                      |
| 1850 | 1850                                                 |                                                      | 1 829                                                |                                                      |
| 1860 | 1860                                                 |                                                      | 2 231                                                |                                                      |
| 1870 | 1870                                                 |                                                      | 2 709                                                |                                                      |
| 1880 | 1880                                                 |                                                      | 3 249                                                |                                                      |
| 1890 | 1890                                                 |                                                      | 3 810                                                |                                                      |
| 1900 | 1900                                                 |                                                      | 4 229                                                |                                                      |
| 1910 | 1910                                                 |                                                      | 4 274                                                |                                                      |
| 1920 | 1920                                                 |                                                      | 4 685                                                |                                                      |
| 1930 | 1930                                                 |                                                      | 5 206                                                |                                                      |
| 1940 | 1940                                                 |                                                      | 5 553                                                |                                                      |
| 1950 | 1950                                                 |                                                      | 5 193                                                |                                                      |
| 1960 | 1960                                                 |                                                      | 4 785                                                |                                                      |
| 1970 | 1970                                                 |                                                      | 3 911                                                |                                                      |
| 1980 | 1980                                                 |                                                      | 3 354                                                |                                                      |
| 1990 | 1990                                                 |                                                      | 2 959                                                |                                                      |
| Anm: Källor: Umeå universitet - Tabellverket 1749-1859, Demografiska databasen, CEDAR, Umeå universitet. |                                                      |                                                      |                                                      |                                                      |